# إريك ستراند
إريك ستراند (مواليد 20 يناير 1966) هو مبارز بالسيف سويدي، مثّل بلاده في الألعاب الأولمبية الصيفية 1988.

## روابط خارجية
إريك ستراند على موقع أوليمبيديا (الإنجليزية)
- إريك ستراند على موقع اللجنة الأولمبية السويدية (السويدية)